# Aeropuerto de Cayo Español
El Aeropuerto de Spanish Cay (OACI: MYAX) es una pista de aterrizaje que se encuentra en Cayo Español, una de las islas Ábaco en Bahamas.

## Instalaciones
El aeropuerto se encuentra a una altura de 10 pies (3 m) sobre el nivel del mar. Este cuenta con una pista designada como 14/32 y una superficie de asfalto de 1342 x 21 m (1468 x 23 yd) m.